# 辽宁铁人足球俱乐部
辽宁铁人足球俱乐部（原名沈阳城市建设足球俱乐部、辽宁沈阳城市足球俱乐部），目前因冠名原因称为“辽宁铁人农商银行队”，是一家位于中国辽宁省沈阳市的足球俱乐部，现参加中国足球甲级联赛，以沈阳铁西体育场作为主场。

## 历史
2015年6月26日，沈阳城市足球俱乐部正式成立。球队以在2015年初解散的原中甲球队沈阳中泽的部分球员为主力班底，由沈阳城市建设学院发起成立，沈阳城市建设学院投资人、前辽足前锋庄毅成为球队老板。球队组建第一年，便取得了中国足球协会业余联赛第四名的成绩，成功升入中乙联赛。
2018年5月12日，在沈阳城建主场对阵包头南郊的比赛中，球队老板庄毅以球员身份参加比赛，创造了当时中国职业足球联赛上场球员最大年龄的纪录；同年6月3日，庄毅又在对阵延边北国的比赛中打入一粒点球，成为中国职业足球联赛历史上进球年龄最大的球员。
2019年9月23日，在中乙联赛第29轮比赛中，沈阳城建1-0小胜宁夏山屿海，提前一轮锁定中乙北区预赛阶段冠军，升入中甲联赛。这也意味着自2015年沈阳中泽解散以来，中甲再次有沈阳球队参与。总决赛阶段，沈阳城建两回合总比分4-1击败南区冠军成都兴城，夺得2019年中乙总冠军。
2020年5月23日，中国足球老牌豪门辽宁宏运因故被取消职业联赛报名资格，身为前辽足球员的庄毅在相关部门推动下整合两队资源，将球队更名为辽宁沈阳城市，备战中甲联赛。次日，沈阳城市足球俱乐部改名辽宁沈阳城市足球俱乐部。
2024年，俱乐部更名为辽宁铁人足球俱乐部，同时更换新队徽，球队主场由沈阳城市体育场迁移至沈阳奥林匹克体育中心。该赛季的中甲联赛中，辽宁铁人两度换帅，还曾一度陷入降级区，但在前辽足名宿李金羽于下半季接手球队后，球队在下半季联赛仅失利2场比赛，最终以第4名结束赛季，该排名也是辽宁铁人队征战中甲多年来的最佳战绩。

## 历年战绩
| 赛季         | 赛事                 | 球队名       | 主教练                                                     | 胜  | 平 | 负 | 进  | 失  | 净  | 积分 | 成绩                                        |
| ------------ | -------------------- | ------------ | ---------------------------------------------------------- | --- | -- | -- | --- | --- | --- | ---- | ------------------------------------------- |
| 2015         | 中国足球协会业余联赛 | 沈阳城市建设 | 李争                                                       | 8   | 3  | 2  | 58  | 6   | 52  |      | 沈阳赛区冠军，东北大区亚军，全国总决赛第4名 |
| 2016         | 中乙联赛北区预赛     | 沈阳城市建设 | 马力克·祖布                                                | 10  | 3  | 5  | 28  | 15  | 13  | 33   | 北区第3名                                   |
| 2016         | 中乙联赛升级附加赛   | 沈阳城市建设 | 马力克·祖布                                                | 0   | 0  | 2  | 2   | 4   | -2  |      | 止步第一轮                                  |
| 2016         | 中国足协杯           | 沈阳城市建设 | 马力克·祖布                                                | 1   | 1  | 0  | 2   | 1   | 1   |      | 止步第二轮                                  |
| 2017         | 中乙联赛北区预赛     | 沈阳城市建设 | 李毅男                                                     | 11  | 6  | 5  | 25  | 15  | 10  | 39   | 北区第6名                                   |
| 2017         | 中乙联赛排位赛       | 沈阳城市建设 | 李毅男                                                     | 0   | 0  | 2  | 1   | 4   | -3  |      | 第12名                                      |
| 2017         | 中国足协杯           | 沈阳城市建设 | 李毅男                                                     | 0   | 0  | 1  | 1   | 2   | -1  |      |                                             |
| 2018         | 中乙联赛北区预赛     | 沈阳城市建设 | 1-14轮：王波 15-19轮：牛洪利 20轮起：徐冀宁（代）          | 16  | 4  | 6  | 51  | 28  | 23  | 52   | 北区第3名                                   |
| 2018         | 中乙联赛升级附加赛   | 沈阳城市建设 | 1-14轮：王波 15-19轮：牛洪利 20轮起：徐冀宁（代）          | 0   | 1  | 1  | 0   | 1   | -1  |      | 止步1/4决赛                                 |
| 2018         | 中国足协杯           | 沈阳城市建设 | 1-14轮：王波 15-19轮：牛洪利 20轮起：徐冀宁（代）          | 1   | 2  | 1  | 6   | 6   | 0   |      | 止步1/8决赛                                 |
| 2019         | 中乙联赛北区预赛     | 沈阳城市建设 | 于明                                                       | 23  | 5  | 2  | 62  | 19  | 43  | 74   | 北区冠军                                    |
| 2019         | 中乙联赛决赛         | 沈阳城市建设 | 于明                                                       | 2   | 0  | 0  | 4   | 1   | 3   |      | 冠军                                        |
| 2019         | 中国足协杯           | 沈阳城市建设 | 于明                                                       | 1   | 0  | 1  | 3   | 3   | 0   |      | 止步第二轮                                  |
| 2020         | 中甲联赛             | 辽宁沈阳城市 | 于明                                                       | 3   | 5  | 7  | 14  | 22  | -8  | 20   | 第14名                                      |
| 2021         | 中甲联赛             | 辽宁沈阳城市 | 于明                                                       | 7   | 4  | 23 | 30  | 62  | -32 | 25   | 第16名                                      |
| 2021         | 中国足协杯中甲预赛   | 辽宁沈阳城市 | 于明                                                       | 0   | 0  | 1  | 1   | 4   | -3  |      | 出局                                        |
| 2022         | 中甲联赛             | 辽宁沈阳城市 | 1-11轮：赵发庆 12轮起：高明琪 （事实上：段鑫）             | 9   | 8  | 17 | 34  | 53  | -19 | 35   | 第12名                                      |
| 2022         | 中国足协杯           | 辽宁沈阳城市 | 1-11轮：赵发庆 12轮起：高明琪 （事实上：段鑫）             | 0   | 0  | 1  | 2   | 4   | -2  |      | 止步第一轮                                  |
| 2023         | 中甲联赛             | 辽宁沈阳城市 | 高明琪 （事实上：段鑫）                                    | 8   | 11 | 11 | 30  | 42  | -12 | 35   | 第10名                                      |
| 2023         | 中国足协杯           | 辽宁沈阳城市 | 高明琪 （事实上：段鑫）                                    | 0   | 0  | 1  | 0   | 2   | -2  |      | 止步第二轮                                  |
| 2024         | 中甲联赛             | 辽宁铁人     | 1-5轮：高明琪 （事实上：段鑫） 6-15轮：孙卫 16轮起：李金羽 | 11  | 8  | 7  | 36  | 30  | 6   | 41   | 第6名（截至第26轮）                         |
| 2024         | 中国足协杯           | 辽宁铁人     | 1-5轮：高明琪 （事实上：段鑫） 6-15轮：孙卫 16轮起：李金羽 | 0   | 1  | 0  | 2   | 2   | 0   |      | 止步第二轮                                  |
| 职业赛事总计 | 职业赛事总计         |              |                                                            | 103 | 59 | 95 | 334 | 321 | 13  |      |                                             |
| 总计         | 总计                 |              |                                                            | 111 | 62 | 97 | 392 | 327 | 55  |      |                                             |

## 争议

### “辽足”继承关系问题
2020年5月24日，原以“辽宁队”及“辽足”名义征战职业联赛的辽宁宏运因未能通过中国足协准入，宣布正式退出职业联赛。然而第二天，辽宁省体育局就将“新辽足”的大旗及印有酷似辽宁宏运队徽形象“辽小虎”的旗帜授予辽宁沈阳城市足球俱乐部及其U13梯队。授旗仪式上，辽足一部分死忠球迷在场边高喊“辽足已死”等口号，以示对辽足正统易帜的抗议，值得一提的是，当时亲手授予辽足大旗的，正是2023年上任的中国足球协会新任主席、时任辽宁省体育局局长宋凯。
2022年11月3日，辽宁沈阳城市足球俱乐部收到了FIFA开具的罚单，要求支付辽宁宏运足球俱乐部此前遗留的巨额债务，其中包括应支付给培养外援古斯塔沃的巴西格雷米奥奥萨斯库无畏队的联合机制补偿金。无畏队一直未收到相关款项，故将同样冠以“辽宁”之名的辽宁沈阳城市足球俱乐部告上法庭，为此，FIFA同中国足协进行了详细的取证和质询，尽管中国足协以国家机关为球队背书两队不存在继承关系。但2019年半纪律准则第15条第4点规定：“判断俱乐部债务传承不应完全以法律确定，还应综合考虑球队名称、总部设立地点、主色调、球衣、徽标、体育场、球员、投资任何其他公开信息等诸多方面。”让FIFA最终凭借上述“授旗仪式”这一政府单位行为，仍然认定辽宁沈阳城市足球俱乐部应当承担辽宁宏运的历史债务。2023年10月3日，俱乐部经过合规而复杂的申诉程序，在国际体育仲裁院（CAS）裁决下上诉成功，就此厘清了“辽足”遗留债务问题相关的财务争议，但由于同时期宋凯就任中国足协主席，此次上诉成功的真实原因成为了球迷们的谈资。
截至2024赛季结束，辽宁铁人队仍为注册于沈阳市足球协会下的俱乐部，与前辽宁宏运的注册地辽宁省足球协会不同。

### 更名风波
2024年初，辽宁沈阳城市足球俱乐部响应辽宁省发改委等有关部门的号召，召开新闻发布会，宣示以“重振辽宁足球”为目标和旗号，拟更名为“辽宁六地足球俱乐部”，鉴于“六地 （页面存档备份，存于）”一词在当地语境下的特殊含义，该名称因政治性过强而受到球迷非议。随后俱乐部公告向全体辽宁球迷征求新队名和新队徽，一开始公布经球迷投票选定“辽宁东北虎”作为新的队名，后又确定选用“铁人”为名；由于沈阳籍中国足球名宿、前男子足球国家队主教练李铁此前卷入2022年中国足球反腐风暴正在接受司法调查，这一队名被部分不友善的他队球迷用来揶揄和取笑；然而，事实上“铁人”意象取材于沈阳市铁西区铁西广场上具有象征意义的“持钎人”雕像，以示对辽沈大地作为老牌重工业基地为国家发展建设作出的奉献的纪念，也寄托着对工人阶级辛勤劳动的敬意，辽宁球迷普遍认为该种负面解读浅薄而无礼，既不尊重他人也不尊重自己。
此外，该俱乐部虽然已经两度完成更名，但注册地仍然在沈阳市足球协会而非辽宁省足球协会旗下，因此也经常被以“沈阳铁人”的名称攻击，赛季初期老辽足球迷的确存在对新球队观赛意愿不高的现象，且辽足部分死忠球迷协会坚持一生一队从一而终的价值，也拒绝了更换外壳重返看台的提议。但在辽足名宿李金羽接掌教鞭、下半程状态回暖后足球氛围已经有明显的回暖，在该赛季的比赛中，前辽宁宏运功勋队员金泰延、王皓等也来到铁人球迷看台前谢场，辽足队史出场次数第一人肇俊哲更是曾来到主场观看比赛，“辽沈之争”的话题热度已经在慢慢减退。

### 会员制改革
辽宁铁人俱乐部更名的同时，宣布球队将实行会员制股份改革。但会员制改革实际执行并不顺利，2024年4月6日，辽宁铁人迎来新赛季首个主场联赛，该场比赛的票务问题在执行效率上存在着明显缺陷，在赛季伊始的几个主场内，票务问题始终给球迷造成着相当大的困扰。此前俱乐部许诺的会员权益包括联盟会员每场3张、尊享会员15张的独家购票权益，然而在赛季开始后却发现黄牛倒票问题久难禁绝，此外俱乐部为吸引球市，推出了大量面向社会的票价优惠政策，也引发会员的质疑。而另一方面，俱乐部答应给予会员球迷的俱乐部事务话语权也并未得到充分落实，在第17轮中甲联赛主场对阵广西平果哈嘹队的比赛中，该俱乐部甚至对同省德比对手的球迷采取了免费入场的做法，造成本队球迷、尤其是会员们的强烈不满。唯进入秋季以后，球员见面活动、会员专属证件等物品都在一步步完善中，直至赛季结束，会员也未能行使当初被承诺的投票权，相关活动也未能成行。

### 聘请范志毅
辽宁铁人队2024赛季前四轮战绩不佳，与赛季初喊出的冲超目标落差甚大；第五轮辽宁铁人主场2:0战胜苏州东吴的比赛中，前国脚范志毅被拍到出现在主席台上，数日后辽宁铁人官宣教练组调整，段鑫、高明琪教练团队下课，范志毅上任教练组组长兼任技术总监。但在新闻热度发酵起来之后，范志毅即在微博澄清，只是帮忙搭建教练团队，不在球队担任任何实际职务。此后直至赛季结束，辽宁铁人队的实际技战术工作先后由前国脚孙卫及前辽足名宿李金羽两位主教练的团队完成，范志毅虽然至今挂职、但实际上并未参与球队技战术指导，仍然长期活跃在综艺界中。

### 德比文化与2024赛季对决相关争议
由于复杂的原因，辽宁足球与辽宁省另一座城市大连市的足球文化之间长期以来有着鲜明的区隔，在昔日辽宁宏运时代，两队球迷就经常有不愉快的事件发生，2011、2012、2018年足协杯、2018年中甲联赛就至少有四度肢体冲突出现。随着大连实德、辽宁宏运和大连人的相继解散、新队伍尚未得到所属城市球迷的广泛认可而有所降温。2024赛季，由于大连人队降级解散、大连智行队升入甲级，睽违十年的“辽连德比”再次在同级别联赛中上演。
赛季伊始，时任辽宁铁人俱乐部副总经理金焱在抖音平台上俱乐部官方平台与球迷直播互动时说“我一生中最好的朋友是大连人，我最讨厌的也是一部分大连人……”，并提到了大连被殖民的历史，认为大连有着“不好的、敌对的文化”，随即引发了大连市民强烈愤慨，造成激烈的网络舆论冲突，在敌对气氛的不断升温下，大连英博队主场比赛的赛后开始出现激进的希望球队赢下铁人的声音出现。
2024年4月6日，辽宁铁人主场战胜苏州东吴的比赛中，一名主队球迷在球场内对大连英博的球衣进行了侮辱性动作，更有沈阳球迷脚踩大连英博围巾的情况出现，并自行发布在网上，引发了更强烈的舆论冲突。事件发生后，辽宁铁人发布公告呼吁理性观赛。
比赛中，辽宁铁人队在场上两度领先，最终却被对方10号球员王选宏在比赛最后阶段连入两球以3-2击败。主队在场上的动作尺度也引发了客队球员和球迷的多次抗议。比赛第70分钟，辽宁队2:1暂时领先，其19号球员高海生在经历晋鹏翔抢球后出现伤情，被主队球迷认为是“拖延时间”，被梭鱼湾体育场的担架队重重摔在主队看台下，引起了当时在场大连球迷的欢呼。第78分钟，2-1领先的辽宁铁人队单刀机会在罚球区线外被铲球破坏，裁判员未判罚犯规，赛后辽宁铁人对该动作提出了评议，认为这个动作是一次“在罚球区线上的铲抢犯规”，应该按DOGSO判罚球点球+红牌罚令出场。最终中国足协通过评议，认定该例判罚不构成犯规。在绝杀进球发生后，主队门将隋维杰对主队球迷做出模仿2022年世界杯上阿根廷门将达米安·马丁内斯的争议性庆祝动作。
次月，由于大连英博队在主场0:1负于广州的比赛中爆发了更激烈的冲突，加之当时正赶上2023-24赛季CBA半决赛辽宁队逆转战胜广东队，大连球迷在与广州队次轮的客场比赛高喊辽篮助威口号为辽篮加油，一个月后，辽宁铁人队又在客场爆冷战胜广州，随后也击败了与大连英博队存在冲超竞争的另外几个对手，双方球迷间的总体氛围明显有所改善，时任辽宁铁人足球俱乐部工作人员朱葛亮甚至在本方球迷强烈不满的情况下邀请大连球迷免费观赛。
2024年9月1日，辽宁铁人在主场迎战大连英博，这也是双方赛季中的第二次交手。赛前，辽宁铁人俱乐部曾向大连英博足球俱乐部发送官方信函，申请将比赛调整到8.31进行，这使得大部分大连球迷选择改签车票。待比赛日期临近，时间确定为原定的9月1日举行，导致购买车票的球迷产生了高额的改签、退票费。
关于客场观赛名额，辽宁铁人方抖音博主陈星曾公开表示将开放上万个名额给到大连球迷，由于该博主长期跟随球队，其言论被认为是官方决定，大量开放客场名额也得到了大连球迷的一致认可。随后，大连英博俱乐部开放8000个名额，供大连球迷报名到客场观赛。随后，沈阳公安方面未能同意该方案，并提出仅接受200人入场观赛的方案。8000变200的巨大落差，使得大连球迷认为沈阳赛区有关方面做事出尔反尔。
最终，在沈阳公安、辽宁省体育局、沈阳铁路局等多方协调下，沈阳公安最终同意优先保证大连方面球迷团体成员的入场资格，同时沈阳赛区安排大巴车对专列球迷提供点对点接送服务，保障了主客队球迷的安全。最终本场比赛官方计算有超过8000名客队球迷入场观赛，一举打破了此前中国足坛的客队远征球迷人数。
本场比赛为2024赛季中甲联赛首次使用VAR视频助理裁判技术，最终辽宁铁人2:1战胜对手。本场比赛中，VAR确认了辽宁队球员卡洛斯的进球以及大连队球员阎相闯、辽宁队球员邦本宜裕的各一次手球行为，但未能检查比赛第5分钟，辽宁铁人队球员林隆昌在罚球区内的一次手球犯规，漏判罚球点球。在赛后中国足协的官方评议中，评议组认为未能判罚林龙昌手球犯规是因为视频助理裁判所使用机位“角度不佳”，故未能做出准确判罚。无论是辽宁铁人主场的硬件机位储备与设置，还是当值裁判员戴弋戈挡拆大连英博球员的事件，均引起了大连球迷的不满，以及对于视频助理裁判技术的公正性的质疑。

### 组织观看大连英博对手比赛的争议
2025年7月26日，中甲第18轮，辽宁铁人农商银行预计前往延吉挑战延边龙鼎队；其后一天的7月27日，中超联赛第18轮，长春亚泰将在主场迎战大连英博海发。由于延吉与长春同省且距离较近，部分铁人球迷计划次日前往长春观赛，这是属于铁人球迷的消费自由。但在7月22日，时任辽宁铁人足球俱乐部工作人员朱葛亮私下联系球迷，以俱乐部官方名义向长春亚泰沟通购票事宜，并承诺为铁人球迷购买长春亚泰主场区域球票。在双方达成一致后，朱葛亮在组织辽宁球迷前往延吉观赛的群聊中发表了“不用在长春的官网买票了，我们定在了9看台。等周五大家报完名之后，我们统计完数，让长春亚泰俱乐部的李**老师给我们安排纸质票，李老师会向亚泰俱乐部给我们争取一些优惠。”的言论。其使用官方身份的行为，被大连球迷认为是辽宁铁人俱乐部的官方意愿，去支持长春亚泰队是背弃了之前喊出的“支持辽宁足球”、“全辽宁，共战斗”的口号，不支持同省的大连队反而支持其的对手。
部分铁人球迷称历史上辽宁宏运和长春亚泰的关系十分融洽，此次前往长春是合理的行为。但本赛季长春亚泰深陷保级区，此轮比赛前并未有大规模辽宁宏运球迷或辽宁铁人球迷成规模前往长春观赛，甚至亚泰做客大连的比赛也未见铁人球迷成规模前往大连观赛，本轮比赛却出现了由辽宁铁人俱乐部工作人员，利用职务之便联系购买长春亚泰主场球迷区域球票的情况。这使得大连球迷认为是辽宁铁人俱乐部官方下场挑起与大连英博的对立，引发网络舆论冲突。
在事件持续发酵后，7月24日下午，辽宁铁人足球俱乐部通过官方微博发布公告，声明朱葛亮的此行为不代表俱乐部，纯属个人行为，但身为俱乐部工作人员，无论有意与否，利用工作建立的联系渠道，参与私下活动，为俱乐部带来毫无必要的负面影响，应予问责。并结合其日常工作表现，决定于该名员工解除聘用关系。最后，辽宁铁人官方重申，俱乐部会持续加强员工管理，规范行为，齐心协力共同建设和谐文明的点足球文化。